# Lâu đài Sobień
Sobień (Soban 1372, castro Sobyen 1460) - Là lâu đài thời trung cổ ở thung lũng sông San, dưới chân núi phía Đông Carpathian, tại làng Manasterzec ở hạt Lesko, Subcarpathian Voivodeship.

## Lịch sử
Đầu tiên được đề cập là Soban, đó là một lâu đài Hoàng gia bảo vệ tuyến đường buôn bán dọc theo sông San. Lâu đài được xây dựng theo lệnh của vua Casimir Đại đế vào năm 1340.
Năm 1389, Władysław II Jagiełło đã trao tặng lâu đài cho một gia đình quý tộc của Kmita.
Lâu đài đã bị phá hủy vào năm 1474 và bị phá hủy thêm một lần nữa vào năm 1512 bởi lực lượng Hungary. Vào thế kỷ XVI, gia đình Kmita đã bán tài sản và lâu đài cho gia đình Stadnicki, người đã giữ nó cho đến năm 1713.

### Danh sách chủ sở hữu
- Stefan - con trai của Wojosta từ Sobniów lần đầu tiên nhận được lâu đài vào năm 1359.
- Gia đình Kmita 1389 - 1580. 
  - Jan Kmita (1330 - 1376) - ngôi sao của Ruthenia và Kraków
  - Piotr Kmita (1348 - 1409) - voivode của Kraków
  - Klemens Kmita - (1421) - ngôi sao của Sanok.
  - Jan Kmita - anh trai của Małgorzata Kmita.
  - Małgorzata Kmita vợ của Przingpełka Mościca từ Wielki Koźmin
  - Mikołaj Kmita từ Wiśnicz - castellan của Przemyśl
  - Jan Kmita (mất năm 1450)
  - Jan Kmita (mất 1458/1460) - castellan của Lwow,
  - Andrzej Kmita
  - Dobiesław Kmita (mất năm 1478) - voivode của Lublin
  - Jan và Stanisław Kmita
  - Maciej Kmita - podkomorzy (Chamberlain) của Sanok
  - Stanisław Kmita (ok. 1450 - 1511) - castellan của Sanok, Voivode của Ruthenia
  - Piotr Kmita Sobieński (1477 - 1553) - Đại nguyên soái của vương miện, Voivode của Krakow
  - Barbara Kmita z Felsztyna
- 1580 - 1713 Gia đình Stadnicki
- 1713-1803 gia đình Ossoliński, Mniszech - như là của hồi môn của Teresa Stadnicka với chồng Józef Kanty Ossoliński
- 1803-1939 gia đình Krasicki từ Sienna - như là của hồi môn của Julia Teresa Wandalin-Mniszech